# Kočevski rog

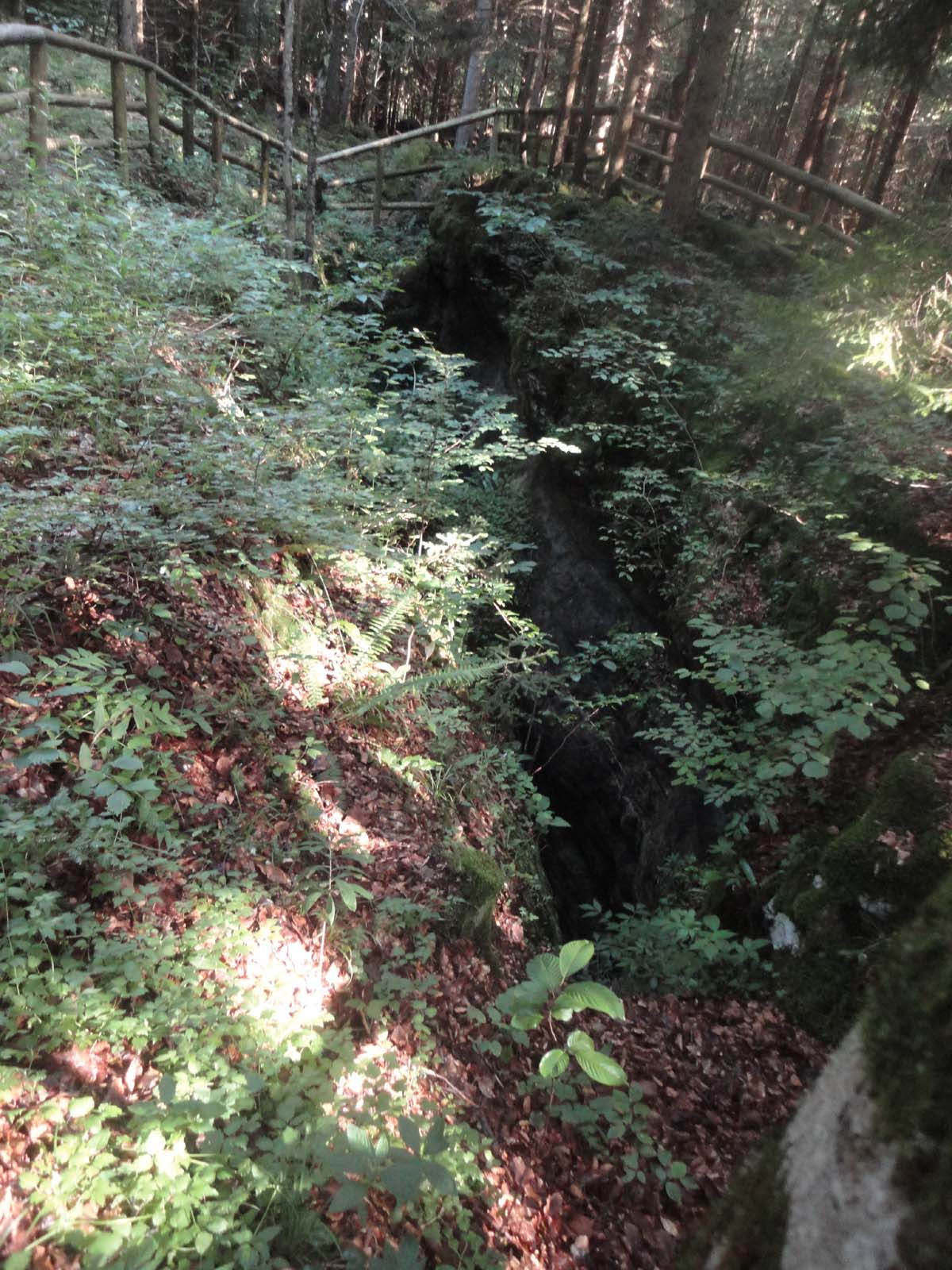

Kočevski rog (lett. "Corno di Kočevje") è un altopiano carsico, ricco di foibe e cavità naturali e in buona parte ricoperto da foresta, vicino Kočevje.